# Wacói ostrom
A wacói ostrom (angolul: Waco Siege) 1993 tavaszán az amerikai rendvédelmi erők által indított hadművelet volt, ami egy vallási szekta, a David Koresh vezette ún. dávidisták előállítására irányult. A hadműveletet az Alkohol-, dohány-, és lőfegyverügyi iroda (ATF) és a Szövetségi Nyomozóiroda (FBI) vezette. Az akció első napján kialakult tűzharcban hat dávidista és négy ATF-tag halt meg, majd 51 napig állóháború alakult ki. Végül a Mount Carmel Center lángra kapott és leégett, 76 ember halálát okozva, köztük David Koreshét.

## A szekta

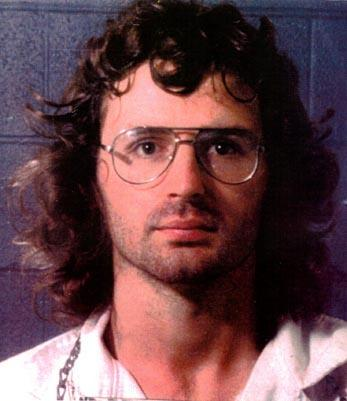
David Koresh

A szekta Victor Houteff vezetésével vált ki a Hetednapi Adventista Egyházból. Houteff a Texas állambeli Waco közelében alakította ki a szervezet központját, egy helyen, amit Mount Carmel Centernek nevezett el. 1955-ben, Houteff halála után a szervezet felvette a Dávidista előtagot. Később David Koreshnek (szül. Vernon Howell) viszonya volt a szekta akkori főprófétanőjével, Lois Rodennel. Lois Roden fia, George és David Koresh között hatalmi harc alakult ki, amiből három évvel később David Koresh jött ki győztesen: 1987-ben elfoglalta a Mount Carmel Centert.
David Koresh a hívek közt példátlan személyi kultuszt épített ki maga köré. Hatalmának utolsó hónapjaiban a „Hét Pecsét Tanítványai” nevet szívelte jobban a szervezet neveként, de a kívülállók a követőit többnyire „koreshistáknak” nevezték.

## A csata
1993 február végén egy helyi újság elkezdett A bűnös megváltó címmel cikkeket közölni. A cikkek szerzői szerint Koresh számtalan kiskorút rontott és erőszakolt meg, és 140 felesége, tőlük pedig legalább egy tucat gyermeke volt. Legfiatalabb házastársai 12-13 évesek voltak.
A megvezetésen és szexuális molesztáláson felül felmerült a gyanú, hogy Koresh és hívei számos lőfegyverrel rendelkeznek. 1992. július 30-án két ATF-ügynök (David Aguilera és Skinner) meglátogatta Henry McMahont, a dávidisták fegyverbeszerzőjét, aki felhívta Koresht. Koresh felajánlotta az ATF-nek, hogy vizsgálják meg a fegyvereit a birtokon, és megkérte, hadd beszéljen Aguilerával, aki viszont ezt visszautasította.
Az ATF hónapokkal az ostrom előtt megkezdte a birtok feltérképezését, de az álcájuk elég silány volt. Az "egyetemisták", akiknek álcázták magukat, erősen harmincas éveikben jártak, modern autóik voltak, nem szerepeltek a helyi iskolák névsoraiban, és nem volt "órarendjük". A nyomozók egy beépített ügynököt is küldtek, Robert Rodriguezt, akiről Koresh rájött, hogy ügynök, de az ostrom napjáig úgy csinált, mintha nem is tudott volna róla.
A hatóságok ugyanakkor nem voltak tisztában azzal sem, hogy pontosan milyen arzenállal bírnak a dávidisták. A csoport tagjai ugyanis a törvények adta lehetőségekkel élve félautomata puskákat, így AR-15-ket szereztek be, de egyéb forrásból hozzájutottak olyan alkatrészekhez, amelyek segítségével a fegyver M-16-ra hasonlító automata funkcióra alakítható át. Már 1992-ben jelezte egy helyi gazda, hogy a dávidisták birtokának területéről M-16-ok hangját hallotta. Azért tudta felismerni a fegyvert, mert ő is szolgált a hadseregben, és kiképzést kapott a használatára. Következésképp minden jel arra utalt, hogy a szekta nemcsak bír komoly fegyverzettel, de gyakorlatoztatja is vele az embereit.
Az ATF rohama után így kialakult patthelyzetben a Szövetségi Nyomozóiroda vezetésével egy 51 napos ostrom indult, az amerikai történelemben saját polgáraik (és több brit, kanadai illetve ausztrál állampolgár) elleni példátlan mozgósítással. Az FBI 9-10 Bradley gyalogsági harcjárművet, 2 Abrams tankot, 5-6 páncélos műszaki járművet, valamint 899 embert, köztük 169 szövetségi ügynököt, 35 helyi és megyei rendőrt,illetve 15 katonát és 31 texasi rangert vezényeltetett a helyszínre.
Február 28-án, a sikertelen ostrom után villámgyorsan felvették a kapcsolatot Koreshsel, hogy kimenekíthessék a sérült ügynököket a birtokról. Rögtön ezután az FBI egyik alegysége, a túszmentő alakulat is működésbe lépett. Ennek élén Richard Rogers próbálta meg klasszikus túsztárgyalási technikákkal elérni a következő hetekben, hogy Koresh elengedje a gyerekeket és társait, amiért cserébe a helyi rádióban leadott beszédeit alkudták ki a férfival. Koresh ugyan elsőre felrúgta a megállapodást, miután megkapta, amit akart (a rádióban leadott beszédével), de hamarosan mégis elengedett 19 gyereket, köztük egy 12 hónapos csecsemőt, ám még így is 98-an maradtak a birtokon.
Az elengedett gyerekek kihallgatása után az FBI bizonyítékot szerzett a fiatalkorúak bántalmazására, így az elnök Bill Clinton és a legfőbb ügyész Janet Reno jóváhagyásával egy könnygázos támadást indítottak a főépület ellen. Azonban nem tudták kiűzni a dávidistákat a birtokról, csak egy videókamerát tudtak bejuttatni, hogy Koresh egy felvétellel üzenjen. Erről kiderült, hogy még 23 gyerek maradt bent Koreshékkal, akik közül legalább 14 a férfi saját gyereke volt.
A művelet közben a legfőbb problémát az okozta, hogy még az FBI taktikai és túsztárgyaló részlegei sem tudtak együttműködni, és folyamatosan akadályozták egymás munkáját. Az egyik oldal természetesen a tárgyalásban látta a megoldást, a másik viszont az erőszakos fellépésben. Miközben a tárgyalók telefonon igyekeztek jó kapcsolatot kialakítani – pedig valójában lenézték a bibliai prédikációkkal kommunikáló Koresht, a szektatagok mély hitét pedig őrületként fogták fel –, addig a taktikai részleg óriási hangszórókat üvöltetve próbálta meg alvásmegvonással terrorizálni a bennmaradtakat. Mivel ezek sem vezettek eredményre, így 9, könnygáz bevetésére alkalmas Bradley és 5 páncélos műszaki jármű folyamatos járőrözésbe kezdett, helyenként centikre elhúzva az épületektől. Járőrözés közben rendszeresen áthajtottak a birtokon eltemetett dávidista, Peter Gent sírján is, hogy ezzel is hergeljék a szekta tagjait, ahogy az épületen kívüli tárgyak, autók, épületek páncélossal történő elpusztításával is ez volt a céljuk. Végül a víz- és áramhálózattól is elvágták a birtokot, hogy ezzel is távozásra bírják a dávidistákat, de ez nem történt meg. Igaz, minden atrocitás ellenére Koresh elengedett 11 újabb tagot – ám a gyerekek önszántukból maradtak.

## A tűz

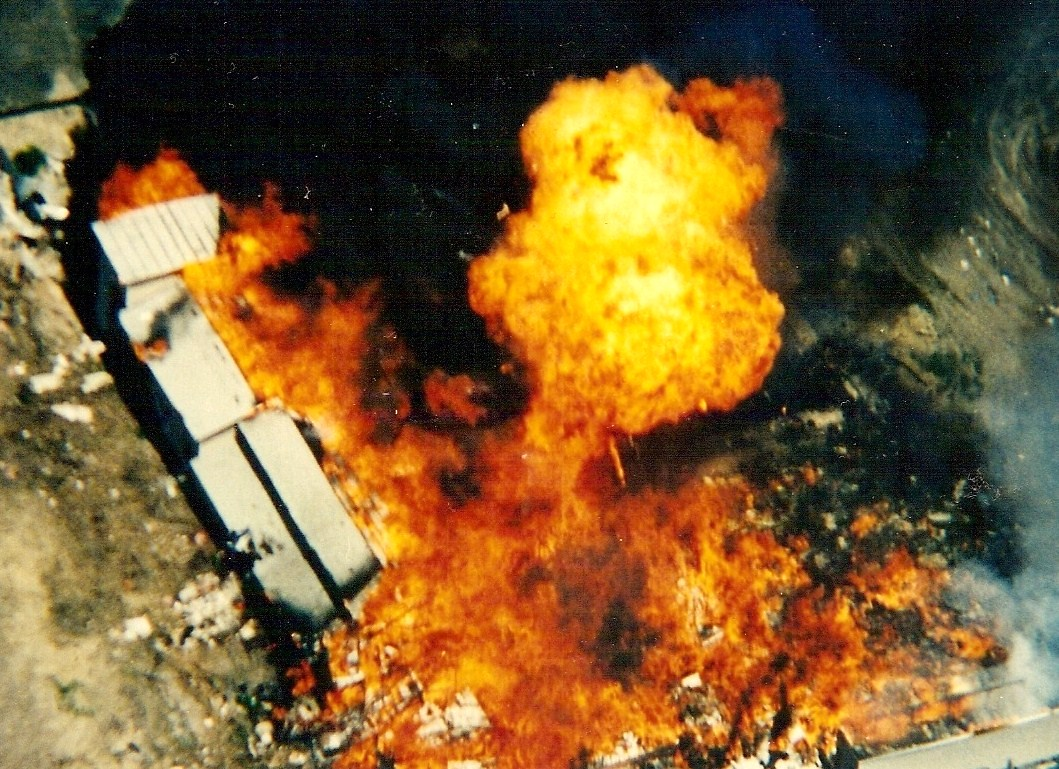
A Mount Carmel Center pusztulása.

A hatóságok sikertelensége több millió dollárt emésztett fel az ostromzár fenntartásában. Clinton elnök jóváhagyásával április 19-én megkezdték a túszmentő hadműveletet a dávidisták fellegvára ellen. A tervek szerint a két napig zajló akcióban lyukakat vágnak az épület falán és annyi könnygázt eresztenek az épületbe, hogy kiszorítsák a fegyvereseket, anélkül, hogy bárkit megölnének. Csakhogy az elképzelés ennek hatékonyságát illetően merőben elméleti volt. Már az akció elején kiderült, hogy az egységek által használt gránátok hatástalanok és nem alkalmasak erre a bevetésre. A szekta tagjai ráadásul felkészültek erre az esetre is, mert katonai gázálarcokat viseltek, és egy betonfalú pincében húzták meg magukat.
Aznap dél körül az épület több pontján egyszerre lángok csaptak fel. A tüzet a tévétársaságok tudósítói is élőben közvetítették. A Szövetségi Igazságügyi Minisztérium később kiadott közleménye szerint a tüzet belülről, szándékosan okozták az elsáncolt szektatagok. Ezzel szemben más szakértők a tüzet túlélő személyek vallomásaira alapozva úgy gondolják, hogy a hatóságok által használt alkalmatlan pirotechnikai eszközök voltak a tűz okozói.

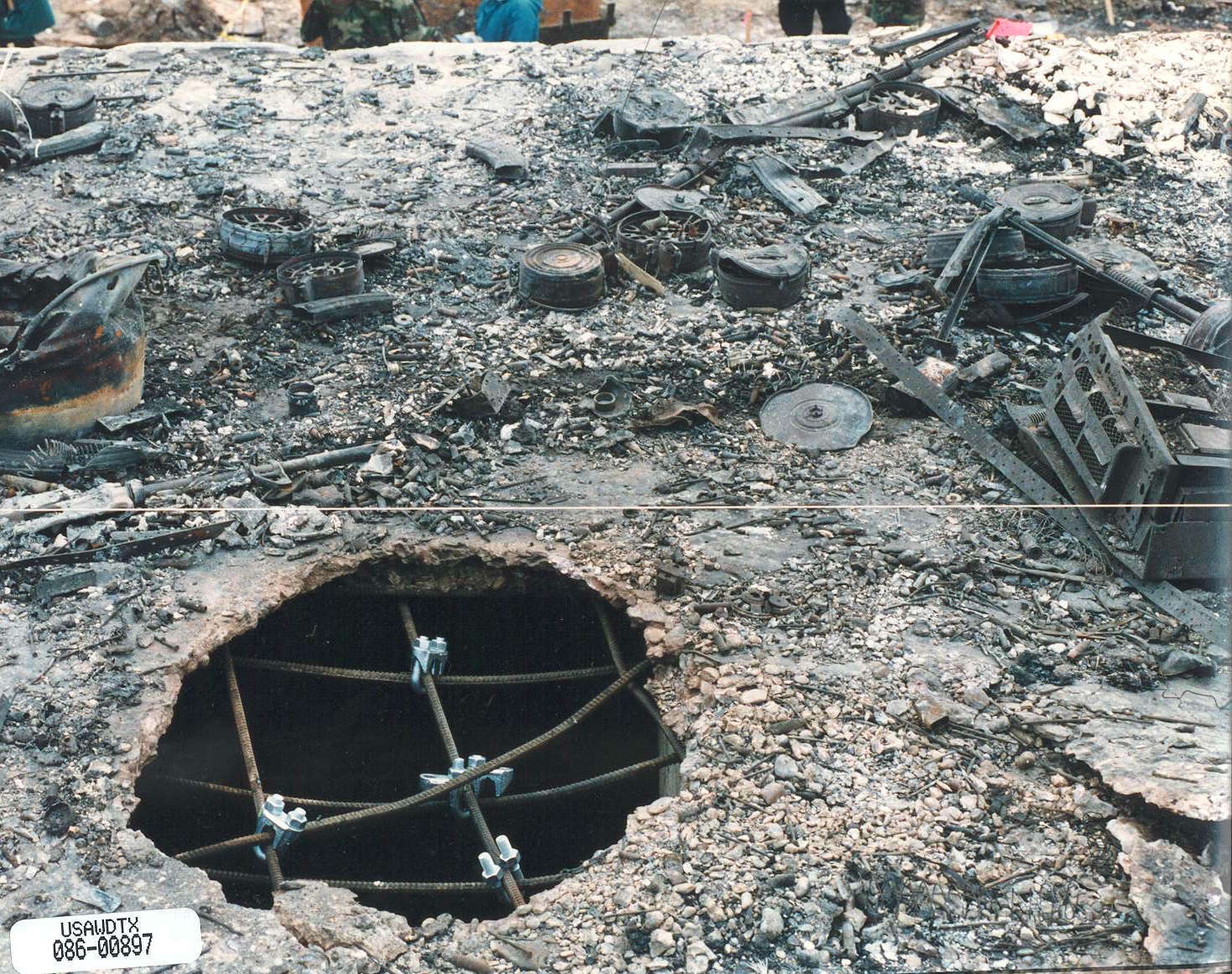
A pince maradványa, ahol a maradék dávidisták a tűz idején behúzódtak
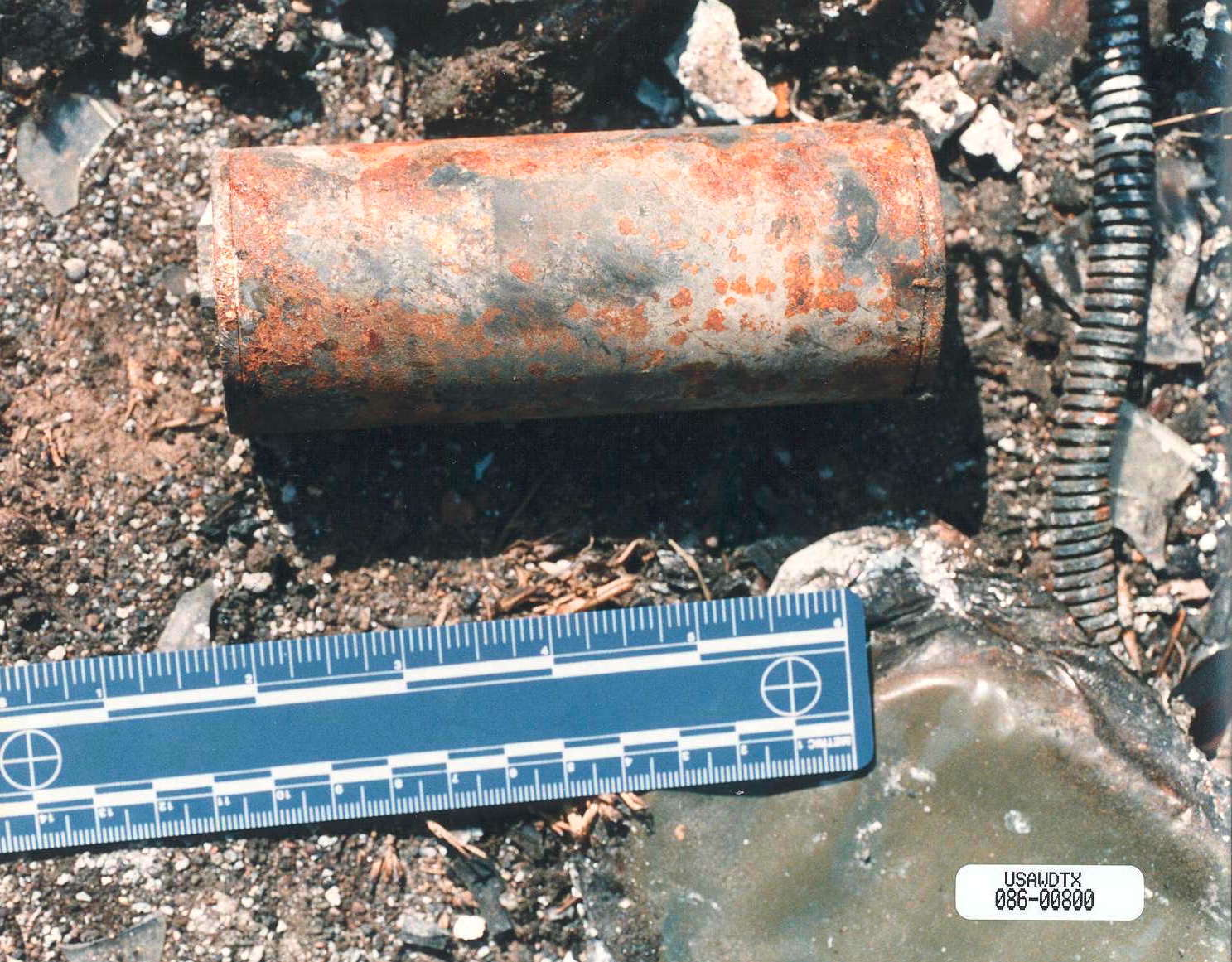
Könnygáz-gránát maradványa
Dávidisták katonai terepszínű egyenruhákban 1987 körül. Koresh leghátul áll

Csupán kilenc embernek sikerült kimenekülnie az épületből. A többiek mind a lángok között lelték a halálukat: van aki a tűz következtében, volt akit a tagok lőttek le, másokkal a leomló tetőszerkezet végzett. Koresht segédje, Steve Schneider előbb lelőtte, majd magával is végzett.
Összesen 76 ember veszett oda. Legtöbbjük épp a pincében tartózkodott, ahol nagy mennyiségű lőszert és fegyvert is találtak. A vizsgálatok szerint sokakat visszatarthattak a szektatagok, hogy velük együtt haljanak meg. Mások azért nem tudtak kijutni, mert a tűz következtében lehulló elemei az épületnek elzárták a menekülés útját.
A boncolások szerint az elhunytak tüdejében nem volt könnygáz jelenlétére utaló nyom, tehát a hatóságok még csak be se tudták juttatni az anyagot, hogy ártalmatlanná tegyék a fegyveres dávidistákat. Mintegy 20 felnőtt személy életét golyó oltotta ki és további 5 személyét is, akik 14 éven aluliak voltak. Egy hároméves gyermeket késsel szúrtak le. Valószínűsíthető, hogy a szekta tagjai kollektív öngyilkosságot követtek el, miután a tűz felcsapott az épületben. Nem kizárt az sem, hogy az elsáncolt dávidisták úgy hitték, a hatóságok emberei gyújtották rájuk az épületet, ezért folyamodtak ehhez a végső eszközhöz.

## Az ostrom áldozatai[16]

### A dávidisták
| Állampolgárság  | Az áldozat neve          | Életkora | Halálának ideje   |
| --------------- | ------------------------ | -------- | ----------------- |
| brit            | Winston Black            | 28       | 1993. február 28. |
| ausztrál        | Peter Gent               | 24       | 1993. február 28. |
| amerikai        | Peter Hipsman            | 28       | 1993. február 28. |
| amerikai        | Perry Johns              | 64       | 1993. február 28. |
| amerikai        | Michael Schroeder        | 29       | 1993. február 28. |
| amerikai        | Jaydean Wendell          | 34       | 1993. február 28. |
| amerikai        | Katherine Andrade        | 24       | 1993. április 19. |
| amerikai        | Chanel Andrade           | 1        | 1993. április 19. |
| amerikai        | Jennifer Andrade         | 19       | 1993. április 19. |
| brit            | George Bennett           | 35       | 1993. április 19. |
| brit            | Susan Benta              | 31       | 1993. április 19. |
| amerikai        | Mary Jane Borst          | 49       | 1993. április 19. |
| izraeli         | Pablo Cohen              | 38       | 1993. április 19. |
| brit            | Abedowalo Davies         | 30       | 1993. április 19. |
| amerikai        | Shari Doyle              | 18       | 1993. április 19. |
| brit            | Beverly Elliot           | 30       | 1993. április 19. |
| brit            | Yvette Fagan             | 32       | 1993. április 19. |
| brit            | Doris Fagan              | 51       | 1993. április 19. |
| amerikai        | Lisa Marie Farris        | 24       | 1993. április 19. |
| kanadai         | Raymond Friesen          | 76       | 1993. április 19. |
| brit            | Sandra Hardial           | 27       | 1993. április 19. |
| brit            | Zilla Henry              | 55       | 1993. április 19. |
| brit            | Vanessa Henry            | 19       | 1993. április 19. |
| brit            | Phillip Henry            | 22       | 1993. április 19. |
| brit            | Paulina Henry            | 24       | 1993. április 19. |
| brit            | Stephen Henry            | 26       | 1993. április 19. |
| brit            | Diana Henry              | 28       | 1993. április 19. |
| kanadai         | Novellette Hipsman       | 36       | 1993. április 19. |
| amerikai        | Floyd Houtman            | 61       | 1993. április 19. |
| amerikai        | Sherri Jewell            | 43       | 1993. április 19. |
| amerikai        | David M. Jones           | 38       | 1993. április 19. |
| amerikai        | David Koresh             | 33       | 1993. április 19. |
| amerikai        | Rachel Koresh            | 24       | 1993. április 19. |
| amerikai        | Cyrus Koresh             | 8        | 1993. április 19. |
| amerikai        | Star Koresh              | 6        | 1993. április 19. |
| amerikai        | Bobbie Lane Koresh       | 2        | 1993. április 19. |
| amerikai        | Jeffery Little           | 32       | 1993. április 19. |
| ausztrál        | Nicole Gent Little       | 24       | 1993. április 19. |
| amerikai        | Dayland Gent             | 3        | 1993. április 19. |
| amerikai        | Page Gent                | 1        | 1993. április 19. |
| brit            | Livingston Malcolm       | 26       | 1993. április 19. |
| brit            | Diane Martin             | 41       | 1993. április 19. |
| amerikai        | id. Wayne Martin         | 42       | 1993. április 19. |
| amerikai        | Lisa Martin              | 13       | 1993. április 19. |
| amerikai        | Sheila Martin            | 15       | 1993. április 19. |
| amerikai        | Anita Martin             | 18       | 1993. április 19. |
| amerikai        | ifj. Wayne Martin        | 20       | 1993. április 19. |
| amerikai        | Julliete Martinez        | 30       | 1993. április 19. |
| amerikai        | Crystal Martinez         | 3        | 1993. április 19. |
| amerikai        | Isaiah Martinez          | 4        | 1993. április 19. |
| amerikai        | Joseph Martinez          | 8        | 1993. április 19. |
| amerikai        | Abigail Martinez         | 11       | 1993. április 19. |
| amerikai        | Audrey Martinez          | 13       | 1993. április 19. |
| brit            | John-Mark McBean         | 27       | 1993. április 19. |
| brit            | Bernadette Monbelly      | 31       | 1993. április 19. |
| brit            | Rosemary Morrison        | 29       | 1993. április 19. |
| brit            | Melissa Morrison         | 6        | 1993. április 19. |
| amerikai        | Sonia Murray             | 29       | 1993. április 19. |
| brit            | Theresa Nobrega          | 48       | 1993. április 19. |
| amerikai        | James Riddle             | 32       | 1993. április 19. |
| fülöp-szigeteki | Rebecca Saipaia          | 24       | 1993. április 19. |
| amerikai        | Steve Schneider          | 43       | 1993. április 19. |
| amerikai        | Judy Schneider           | 41       | 1993. április 19. |
| amerikai        | Mayanah Schneider        | 2        | 1993. április 19. |
| brit            | Clifford Sellors         | 33       | 1993. április 19. |
| amerikai        | Scott Kodzsiró Konobe    | 35       | 1993. április 19. |
| fülöp-szigeteki | Floracita Sonobe         | 34       | 1993. április 19. |
| amerikai        | Gregory Summers          | 28       | 1993. április 19. |
| ausztrál        | Aisha Gyarfas Summers    | 17       | 1993. április 19. |
| amerikai        | Startle Summers          | 1        | 1993. április 19. |
| amerikai        | Lorraine Sylvia          | 40       | 1993. április 19. |
| amerikai        | Rachel Sylvia            | 12       | 1993. április 19. |
| amerikai        | Hollywood Sylvia         | 1        | 1993. április 19. |
| amerikai        | Michelle Jones Thibodeau | 18       | 1993. április 19. |
| amerikai        | Serenity Jones           | 4        | 1993. április 19. |
| amerikai        | Chica Jones              | 2        | 1993. április 19. |
| amerikai        | Little One Jones         | 2        | 1993. április 19. |
| új-zélandi      | Neal Vaega               | 38       | 1993. április 19. |
| új-zélandi      | Margarida Vaega          | 47       | 1993. április 19. |
| amerikai        | Mark H. Wendell          | 40       | 1993. április 19. |

A brit állampolgárságú dávidisták közül Clifford Sellor kivételével mind színesbőrűek voltak. A két kanadai állampolgár közül Novellette Hipsman volt afroamerikai. A 48 amerikai állampolgárságú dávidista áldozat közül heten afroamerikaiak, hárman ázsiaiak, hatan mexikói származásúak voltak. Az új-zélandi Neal Vaega szamoai nemzetiségű, felesége Margarida pedig ázsiai új-zélandi volt. Két ausztrál női áldozat, Nicole Gent Little és Aisha Gyarfas Summers terhesek voltak haláluk idején.

#### Túlélők[17]
| Állampolgárság | A túlélő neve             | Életkora |
| -------------- | ------------------------- | -------- |
| amerikai       | Woodrow Kendrick          | 63       |
| jamaicai       | Norman Washington Allison | ?        |
| amerikai       | Brad Branch               | 35       |
| brit           | Livingston Fagan          | ?        |
| ausztrál       | Oliver Gyarfas            | 19       |
| amerikai       | Victorine Hollingsworth   | 59       |
| amerikai       | James Lawter              | 70       |
| amerika        | Margaret Lawson           | 76       |
| amerikai       | Sheila Judith Martin      | 46       |
| amerikai       | Catherine Matson          | 77       |
| amerikai       | Rita Fay Riddle           | 35       |
| amerikai       | Ophelia Santoya           | ?        |
| amerikai       | Kathryn Schroeder         | 34       |
| amerikai       | Kevin Whitecliff          | 31       |
| brit           | Najara Fagan              | 4        |
| brit           | Renae Faga                | 6        |
| amerikai       | Heather Jones             | 9        |
| amerikai       | Mark Jones                | 12       |
| amerikai       | Kevin Jones               | 11       |
| amerikai       | Christyn Mabb             | 10       |
| amerikai       | Jacob Mabb                | 9        |
| amerikai       | Scott Mabb                | 11       |
| amerikai       | Daniel Martin             | 6        |
| amerikai       | James Martin              | 10       |
| amerikai       | Kimberly Martin           | 4        |
| tisztázatlan   | Natalie Nobrega           | 11       |
| amerikai       | Brian Schroeder           | 3        |
| amerikai(?)    | Angelica Sonobe           | 6        |
| amerikai(?)    | Crystal Sonobe            | 3        |
| amerikai       | Joshua Sylvia             | 7        |
| tisztázatlan   | Jo Ann Vaega              | 7        |
| amerikai       | Jaunessa Wendel           | ?        |
| amerikai       | Landon Wendel             | 4        |
| amerikai       | Patron Wendel             | ?        |
| amerikai       | Tamarae Wendel            | 5        |
| brit           | Renos Avraam              | 29       |
| amerikai       | Jaime Castillo            | 24       |
| ausztrál       | Graeme Leonard Craddock   | 31       |
| amerikai       | Clive Joseph Doyle        | 52       |
| amerikai       | Misty Ferguson            | 17       |
| brit           | Derek Lloyd Lovelock      | 37       |
| amerikai       | Ruth Ellen Ottman         | 29       |
| amerikai       | Ruth Ellen Riddle         | ?        |
| amerikai       | Dave Thibodeau            | 24       |
| amerikai       | Majorie Thomas            | 30       |

A jamaicai Norman Washington Allisont és az amerikai Woodrow Kendricket már február 28-án elfogták az ATF emberei. Az ausztráliai Gyarfas-testvéreknek (Olivernek és a tűzben állapotosan meghalt Aishának) magyar vezetéknevük van, azonban egyetlen forrás sem említi, hogy magyar származásúak. Oliver Gyarfas Kevin Whitecliffel és Brad Branch-csel közösen, saját elhatározásukból távoztak az épületből március 12-én, így maradhattak életben. Gyarfast ezután letartóztatták.

### Az ostrom során meghalt hatósági személyek
Valamennyien az ATF különleges ügynökei.
| Név                | Életkor |
| ------------------ | ------- |
| Conway C. LeBleu   | 31      |
| Todd W. McKeehan   | 29      |
| Robert J. Williams | 27      |
| Steven D. Willis   | 33      |

## Következmények

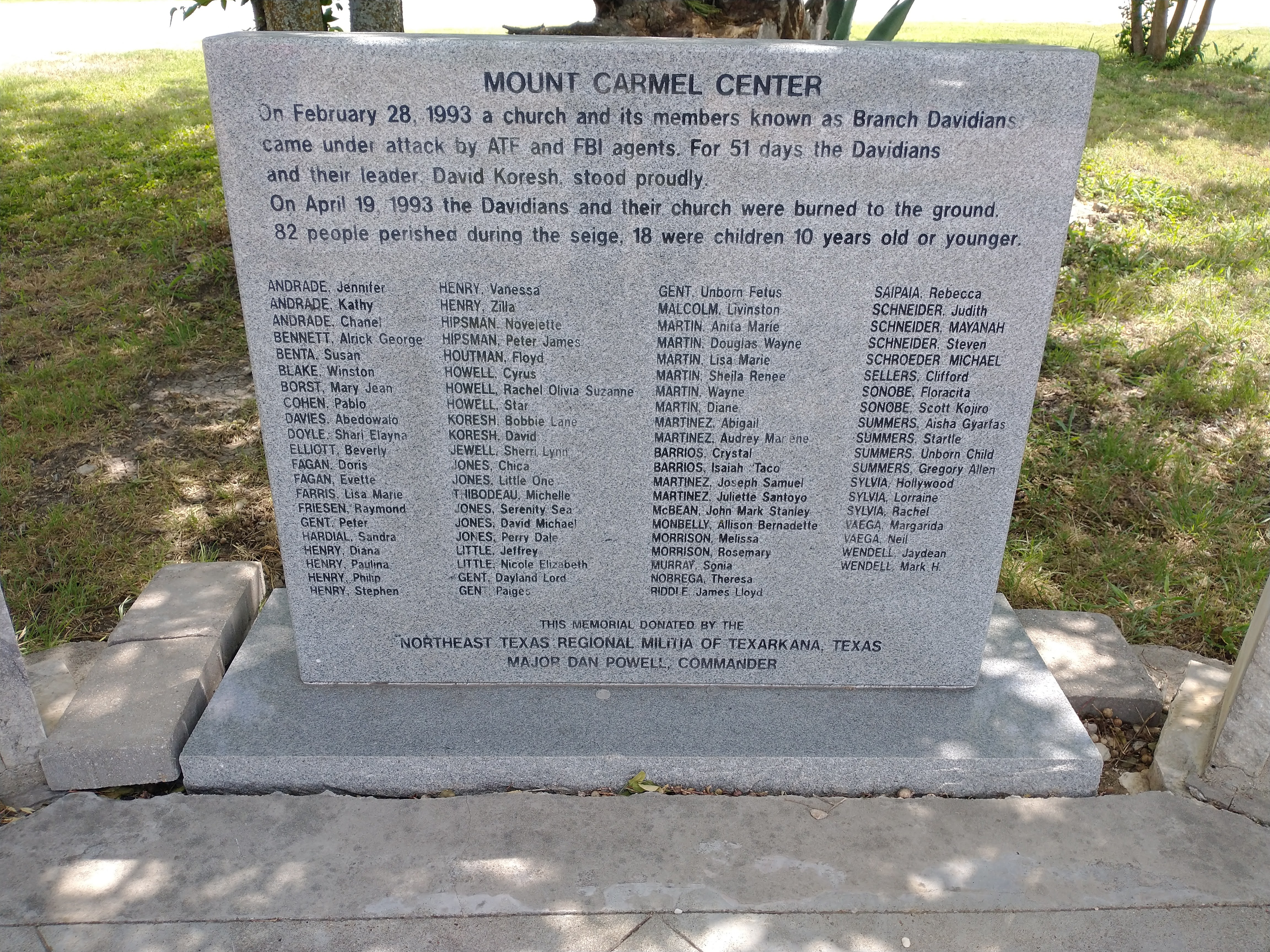
Az áldozatok emlékére állított tábla.

Az FBI-t, az ATF-t, Texas államot és a rendőrséget is rendkívül súlyos kritikák valamint támadások érték, amiért nem kellően szervezték meg a wacói dávidisták elleni fellépést, ezért nagyon komoly változtatásokat kellett tenni, különösképpen az FBI-nál, ahol a wacói tragédia máig külön tananyag.
Az elpusztult Mount Carmel Center maradványait eldózerolták, csak néhány betonelem maradt meg. Az áldozatok emlékére a helyen ma kápolna áll.
Mind David Koresh izolációs, apokalipszis-váró rögeszméjének, mind McVeigh akciójának kormányellenes aspektusai is voltak.